# Itō Tomohiko (đạo diễn)
Itō Tomohiko (伊藤 智彦 (Y Đằng Trí Ngạn) sinh 20 tháng 10 năm 1978) là một đạo diễn hoạt hình người Nhật, ông được biết đến với việc đạo diễn các dự án hoạt hình của A-1 Pictures bao gồm Occult Academy, Boku Dake ga Inai Machi,  mùa thứ nhất của Silver Spoon và hai mùa đầu của Sword Art Online.

## Phim tham gia

### Anime truyền hình
- Occult Academy (2010) – Đạo diễn
- Sword Art Online (2012) – Đạo diễn
- Silver Spoon (2013) – Đạo diễn
- Sword Art Online II (2014) – Đạo diễn
- Boku Dake ga Inai Machi (2016) – Đạo diễn
- Fugō Keiji Balance: Unlimited (2020) – Đạo diễn

### Phim điện ảnh
- Sword Art Online: Extra Edition (2013) - Đạo diễn
- Sword Art Online: Ranh giới hư ảo (2017) - Đạo diễn
- Hello World (2019) – Đạo diễn